# سونيا باريو
سونيا باريو (بالإسبانية: Sonia Barrio)‏ هي لاعب هوكي الحقل إسبانية، ولدت في 13 ديسمبر 1969 في مدريد في إسبانيا.

## وصلات خارجية
- سونيا باريو على موقع أوليمبيديا (الإنجليزية)
- سونيا باريو على موقع اللجنة الأولمبية الإسبانية (الإسبانية)